# برنهارد ينسن
برنهارد ينسن (بالدنماركية: Bernhard Jensen)‏ هو راكب الكنو دنماركي، ولد في 16 فبراير 1912 في أودنسه في الدنمارك، وتوفي في 17 يونيو 1997 في Lejre ‏ في الدنمارك.

## وصلات خارجية
- برنهارد جنسن على موقع أوليمبيديا (الإنجليزية)